# Boumova chata
Boumova chata se nachází na vrcholu Řípu v katastru obce Mnetěš na jihovýchod od Roudnice nad Labem v Dolnooharské tabuli. Restaurace je otevřená celoročně 10:00 - 17:00. Občerstvení výletníků nabízí např. párek v rohlíku, klobásu, domácí zelňačku, pivo, domácí malinovou limonádu a výbornou kávu. Na zdi chaty je připevněn nápis „Co Mohamedu Mekka, to Čechu Říp“, o jehož původu nejsou žádné záznamy a přestože z něj není nadšený památkový ústav, k chatě neodmyslitelně patří.

## Historie
Chata byla postavena knížetem Františkem Zdeňkem Lobkowiczem v roce 1907-1909 nákladem 13 000 K.  Odevzdána do provozu KČT Roudnice nad Labem byla v srpnu 1909. Slavnostně otevřena byla 22. května 1910. V převážně dřevěné podobě se secesními a folklórními prvky stojí již více než 100 let. Zásluhy na jejím postavení měl předseda roudnického Klubu českých turistů Václav Bouma, po němž nese jméno. V roce 1909 vlastnili chatu Lobkovicové a po roce 1990 se do jejich majetku zase vrátila.

## Dostupnost
Chata je dostupná ze dvou stran:
- z jihu po  červené turistické značce z Ctiněvse spojené se  žlutou turistickou značkou z Vražkova a s  modrou turistickou značkou z Mnetěše.
- z východu po  červené turistické značce z Krabčic spojené v Rovném s  modrou turistickou značkou z Vesců.